# Gyula Alpári
Gyula Alpári [ˈɟulɒ ˈɒlpaːri], auch Julius Alpari (geboren als Mózes Adler 19. Januar 1882 in Dunaföldvár, Österreich-Ungarn; gestorben 17. Juli 1944 im KZ Sachsenhausen) war ein ungarischer kommunistischer Publizist und Gründungsmitglied der Ungarischen Kommunistischen Partei (Magyar Kommunista Párt, MKP) nach 1918.

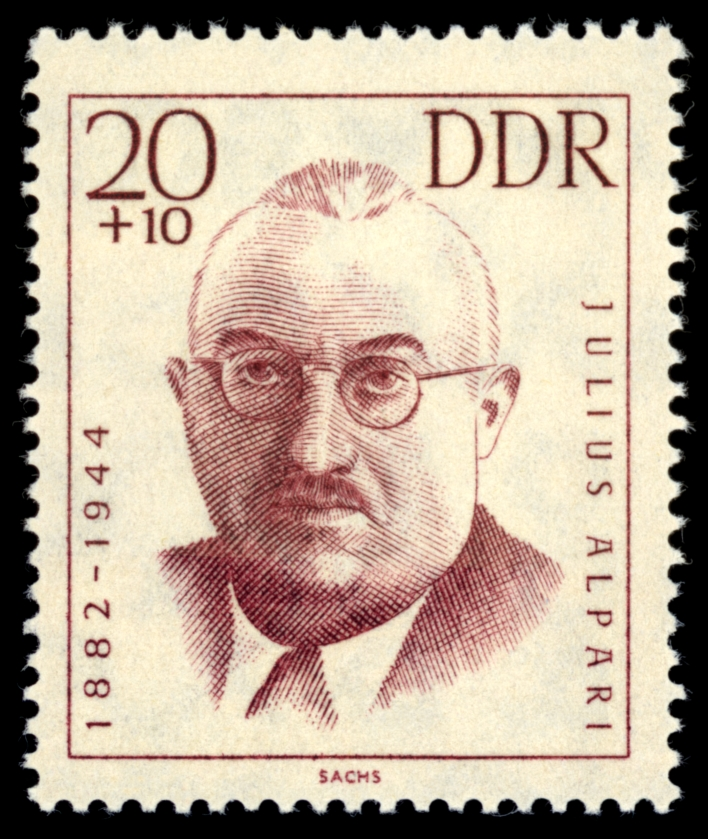
Alpári auf einer Briefmarke der Deutschen Post der DDR (1962)

## Leben
Alpári wurde im Vorfeld der Revolution 1918 als Oppositioneller aus der 1890 gegründeten Sozialdemokratischen Partei Ungarns (Magyarországi Szociáldemokrata Párt, MSzDP) ausgeschlossen und trat daraufhin der Ungarischen Kommunistischen Partei bei.
In der vier Monate bestehenden ungarischen Räterepublik (1919) hatte er die Funktion eines Volkskommissars für Auswärtige Angelegenheiten inne.
Von 1921 bis 1939 war er Herausgeber und Leiter der Komintern-Publikationen Inprekorr (Internationale Pressekorrespondenz) und der Rundschau über Politik, Wirtschaft und Arbeiterbewegung, die ab 1932 in Basel erschien.
In den 1930er Jahren wurde Alpári von der Kaderabteilung der Komintern beschuldigt, mit Karl Radek liiert und ein „Trotzkist“ zu sein. Er kehrte jedoch nicht mehr in die Sowjetunion zurück und entging so den stalinistischen Säuberungen.
1940 wurde er in seinem französischen Exil in Paris von der Gestapo verhaftet und am 17. Juli 1944 im KZ Sachsenhausen ermordet.
Sein Teilnachlass befindet sich in der Studienbibliothek zur Geschichte der Arbeiterbewegung, die 2001 in die Zentralbibliothek Zürich überführt wurde.

## Werke
- Kritische Bemerkungen zu Kurt Sauerlands „Der dialektische Materialismus“. 1932, DNB 820660299.
- Die Masken sind gefallen. Zum Moskauer Prozess gegen den „Block der Rechten und Trotzkisten“. Éditions Prométhée, Paris 1938, DNB 57328315X.